# Cristiano Zanetti
Cristiano Zanetti (ur. 14 kwietnia 1977 w Carrarze) – włoski piłkarz występujący na pozycji pomocnika.

## Życiorys
Urodził się 10 kwietnia 1977 roku. Zawodową karierę rozpoczynał w 1993 roku w Fiorentinie. W 1999 przeszedł do zespołu AS Roma, z którym zdobył mistrzostwo kraju. W 2001 roku Zanetti trafił do Interu Mediolan, a w 2006 roku na zasadzie wolnego transferu przeniósł się do Juventusu. Zanetti grał w reprezentacji Włoch na MŚ 2002 i Euro 2004.